# کیا ریو
کیا ریو (به انگلیسی: Kia Rio) یک خودرو کامپکت، محصولی از شرکت کیا موتورز کره جنوبی است که تولید آن از سال ۲۰۰۰ آغاز شده و اکنون نسل چهارم آن در حال تولید است. از لحاظ کلاس‌بندی خودروها دارای دو نوع پنج‌در هاچ‌بک و چهاردر سدان است و دارای موتور چهار سیلندر بنزین‌سوز و دیزل و محورجلو می‌باشد. نسل اول این خودرو در ایران از ۱۳۸۴ تا ۱۳۸۹ توسط سایپا مونتاژ می‌شد.
این خودرو یکی از محصولات خوب و مطرح شرکت کیا موتورز کره است و نسل‌های مختلف آن فروش خوبی در بازار ایالات متحده آمریکا داشته است؛ بازاری که میزان فروش در آن، به عنوان شاخص موفقیت یک خودروساز محسوب می‌شود. این خودرو در سال ۲۰۰۳ با فروش ۴۶۰۰۰ هزار دستگاه پرفروش‌ترین خودرو کلاس ساب کامپکت در آمریکا شد. به‌جز ایالات متحده، این خودرو در اروپا، آمریکای جنوبی و آسیا هم فروش بالایی داشته است.

## نسل اول

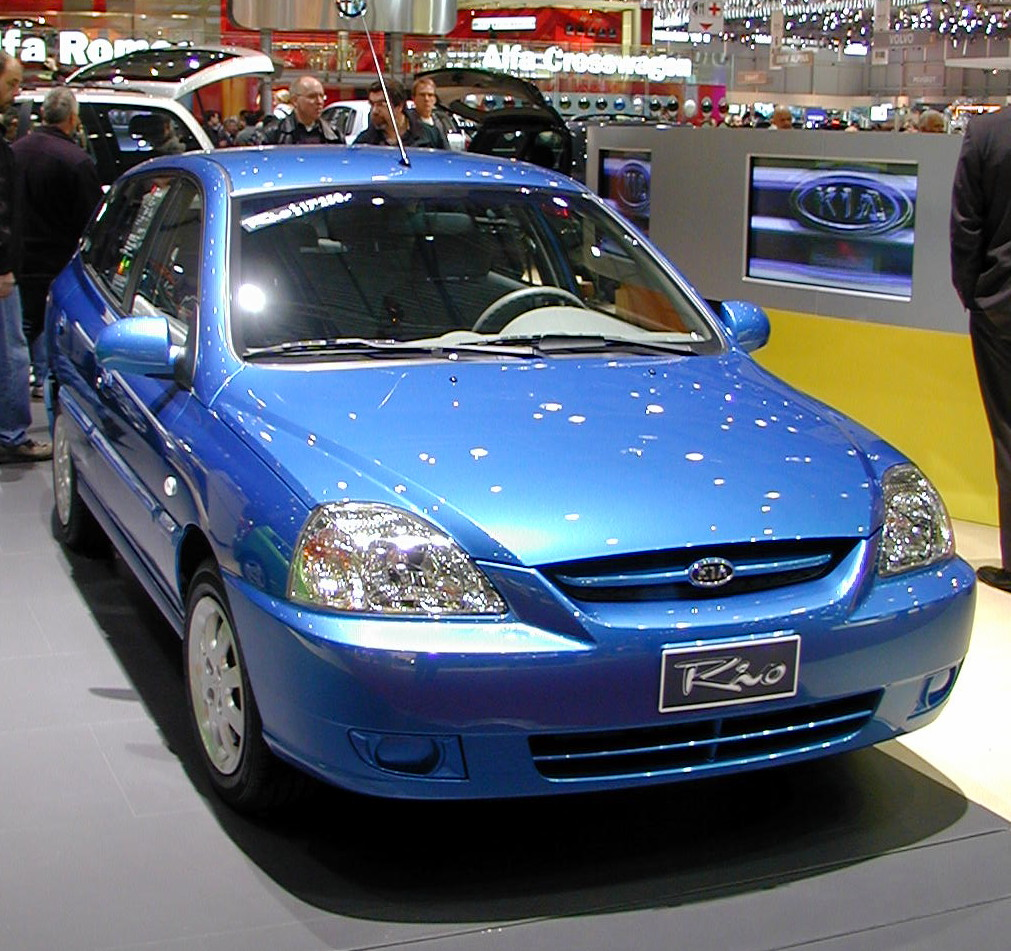
kia rio 2002-2004

نسل اول کیا ریو در سال ۲۰۰۰ میلادی به بازارهای جهانی عرضه شد. این خودرو در دو گونه سدان (Sedan) و استیشن (Station Wagon) تولید شده و از سه موتور بنزینی ۱٫۳ لیتری، ۱٫۵ لیتری و ۱٫۶ لیتری نیرو می‌گرفت.
کیا ریو نسل اول در سال ۲۰۰۲ به روز رسانی شد. این گونه از این خودرو به بازارهای خودروی ایران نیز راه پیدا نمود. کیا ریو نسل اول در سال ۲۰۰۵ میلادی با نسل دوم این خودرو جایگزین شد.

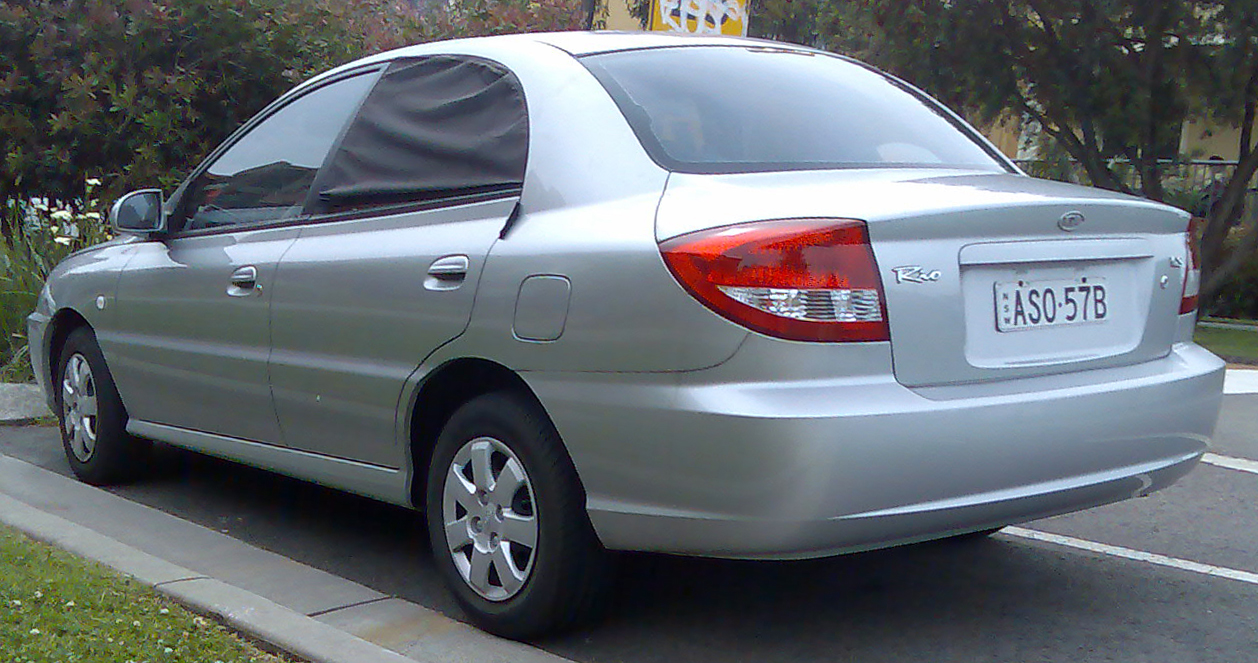
kia rio korean

این خودرو (کیا ریو مونتاژ سایپا) بر اساس پلت فرم فورد فیستا ساخته شده است و دارای سیستم تعلیق مک فرسون در جلو و نیمه مستقل پیچشی با میل تعادل در عقب می‌باشد. موتور این خودرو نیز از نوع DOHC از سری موتورهای B طراحی شرکت مزدا ژاپن است. در مدل‌های تولید شده در ایران از موتور B5 استفاده شده است.
از جمله ویژگی‌های مهم این خودرو شاسی محکم، هماهنگی گیربکس و موتور و آیرودینامیک مناسب آن می‌باشد که موجب بالا رفتن راندمان موتور خودرو گردیده است. این خودرو دارای سه ستاره ایمنی از مؤسسه یورو ان‌سی‌ای‌پی اروپاست.
این نسل از ریو در ایران توسط شرکت سایپا از سال ۱۳۸۴ تا سال ۱۳۹۱ تولید شد. این خودرو با وزن ۱۱۰۰ کیلوگرم و نسبت توزیع وزنی ۶۰ جلو، ۴۰ عقب، دارای موتور ۱۵۰۰ سی‌سی ۱۶ سوپاپ به قدرت ۹۸ اسب بخار می‌باشد که شتاب صفر تا صدی برابر ۱۱ ثانیه، بیشینهٔ سرعتی برابر ۱۹۵ کیلومتر و مصرف سوخت ۵ لیتر در بزرگراه و ۷ لیتر در شهر و مصرف ترکیبی برابر ۶ لیتر در ۱۰۰ کیلومتر دارد. در خودروی ریو تولید شده در ایران بسیاری از امکانات خودرو از جمله ایربگ‌های راننده و شاگرد، آینه‌های برقی، رینگ آلومینیومی ۱۴ اینچی، چراغ نقشه خوان، تنظیم برقی چراغ جلو، اهرم تنظیم فرمان، گرم‌کن صندلی، مه‌شکن جلو، آنتن برقی و سیستم صوتی فابریک کره‌ای توسط سایپا حذف شدند.
تولید این خودرو در ایران سال ۱۳۹۰ به دلیل نبود ایربگ (که از آن سال به بعد نصب آن بر روی تمام خودروهای ایرانی اجباری شد) و مخالفت کیا با هرگونه دستکاری از طرف شرکت سایپا در این خودرو خاتمه یافت.
- نقاط قوت: استهلاک بسیار کم، شتاب بالاتر نسبت به رقبا، مصرف سوخت اقتصادی، طراحی کاربردی فضای کابین، صندوق عقب جادار، بدنه محکم، قطعات ساخت کره جنوبی، طراحی زیبای چراغ‌های عقب و جلو
- نقاط ضعف: ترمز نه چندان قوی، حذف ایربگ و بسیاری از امکانات (توسط سایپا)، کابین معمولی
- امتیاز جهانی ایمنی: ۳ از ۵
- امتیاز جهانی طراحی: ۳٫۸ از ۵
- امتیاز جهانی فنی: ۳٫۵ از ۵

## نسل دوم
نسل دوم کیا ریو در سال ۲۰۰۵ میلادی به بازار عرضه گردید و تا سال ۲۰۱۱ در خط تولید این شرکت قرار داشت. این خودرو از پلتفرم مشترکی با هیوندای اکسنت (Hyundai Accent) استفاده می‌کرد. کیا ریو در بازارهای کشو کره جنوبی با نام New Pride به فروش می‌رسید. این نسل از کیا ریو با دو موتور بنزینی ۱٫۴ لیتری، ۱٫۶ لیتری و یک نمونه دیزل ۱٫۵ لیتری استفاده می‌کرد. این خودرو در سال ۲۰۱۰ به‌روزرسانی و با ظاهری جدید به بازارها عرضه شد.

## نسل سوم
نسل سوم این خودرو در سال ۲۰۱۱ و در نمایشگاه خودروی ژنو به نمایش درآمد. این خودرو با سه موتور بنزینی ۱٫۲ لیتری، ۱٫۴ لیتری و ۱٫۶ لیتری و دو موتور توربو دیزل ۱٫۱ لیتری و ۱٫۴ لیتری قابل سفارش بود. طراحی ظاهری این خودرو نیز بسیار زیبا بود و از امکانات و تجهیزات به روزی استفاده می‌کرد. این نسل از کیا نیز توانست به بازارهای خودرو ایران را یابد. نسل چهارم کیا ریو تا پایان سال ۲۰۱۶ در خط تولید قرار داشت.
نمونه موجود در ایران از یک موتور ۱٫۴ لیتری ۴ سیلندر خطی ۱۶ سوپاپه سود برده که توانایی تولید نیرویی معادل ۱۰۹ اسب بخار در دور موتور ۶٫۳۰۰ RPM را داشته و حداکثر گشتاور تولیدی آن نیز برابر با ۱۳۷ نیوتون متر بوده که از دور موتور ۴٫۲۰۰ RPM در اختیار راننده قرار می‌گیرد. این نیرو توسط یک جعبه دنده ۴ سرعته اتوماتیک به چرخ‌های جلو (FWD) منتقل می‌گردد.

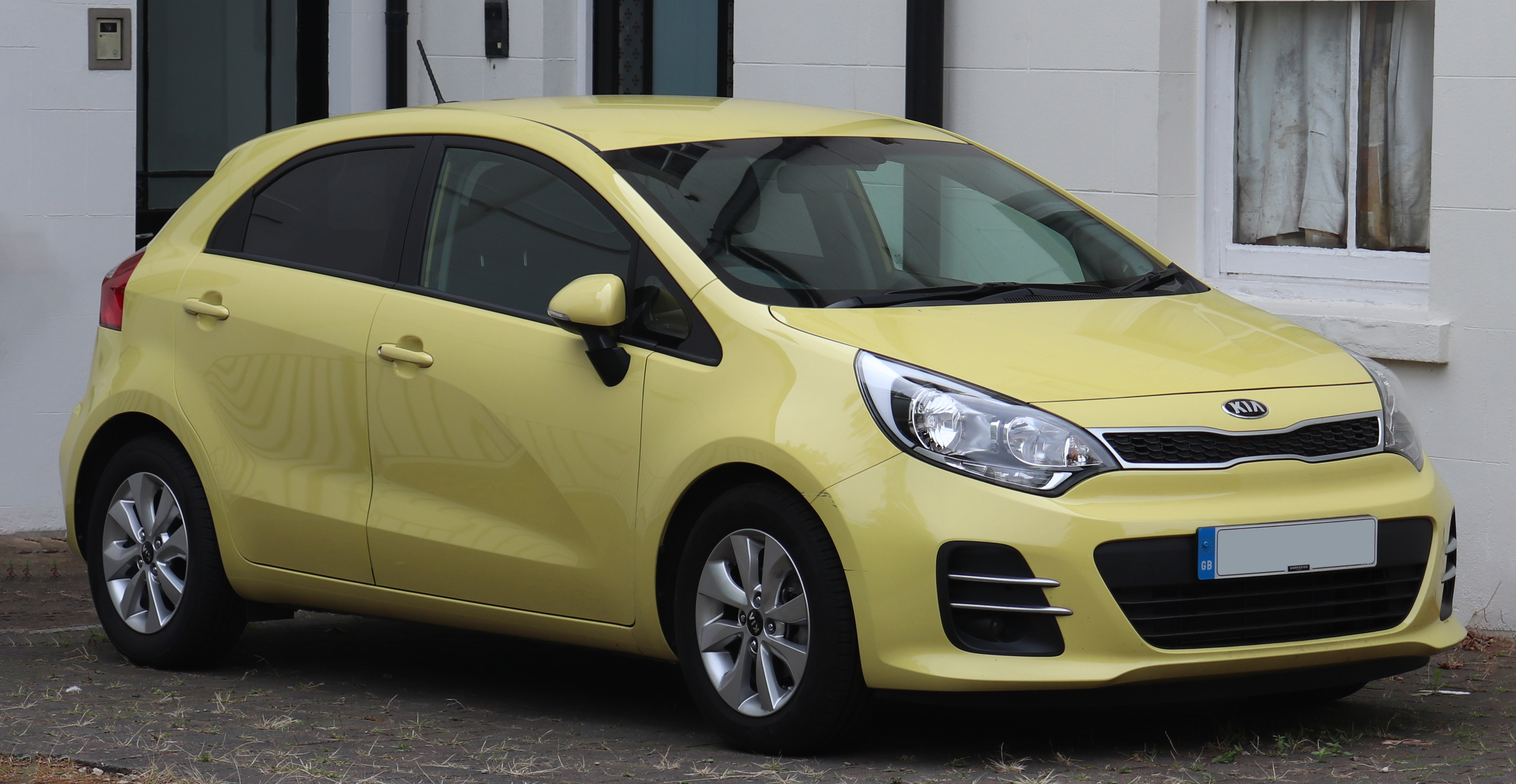
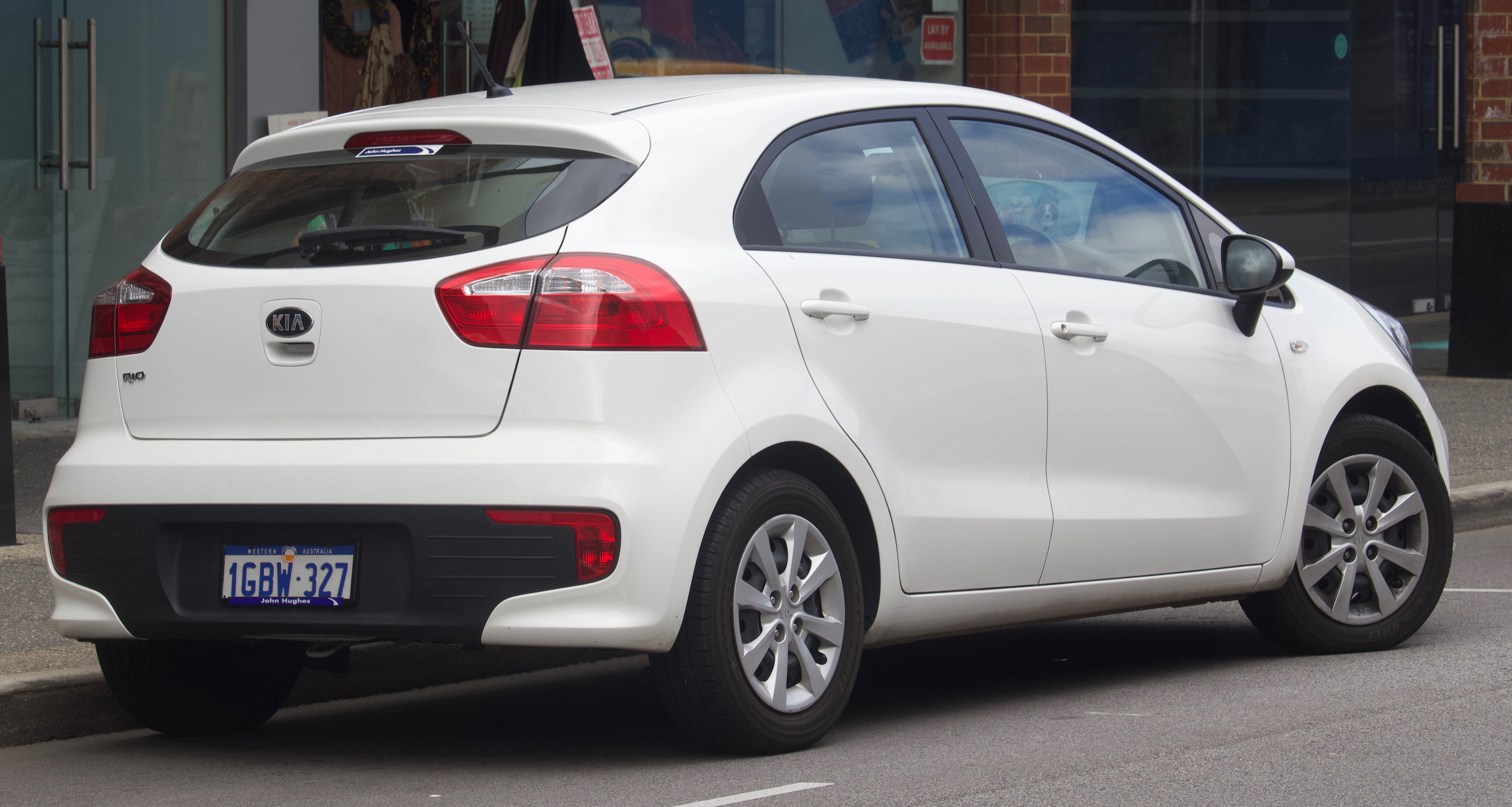
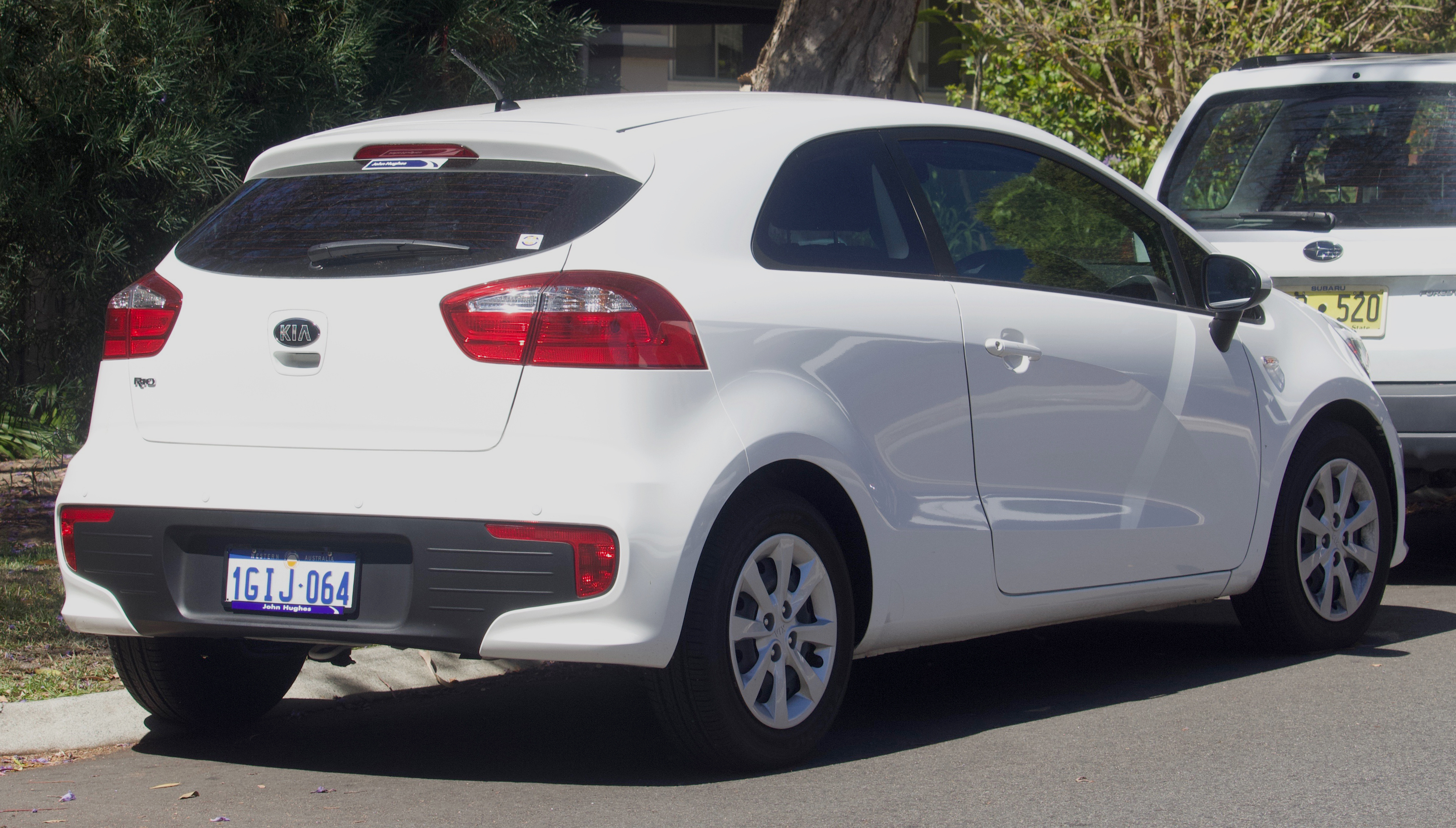
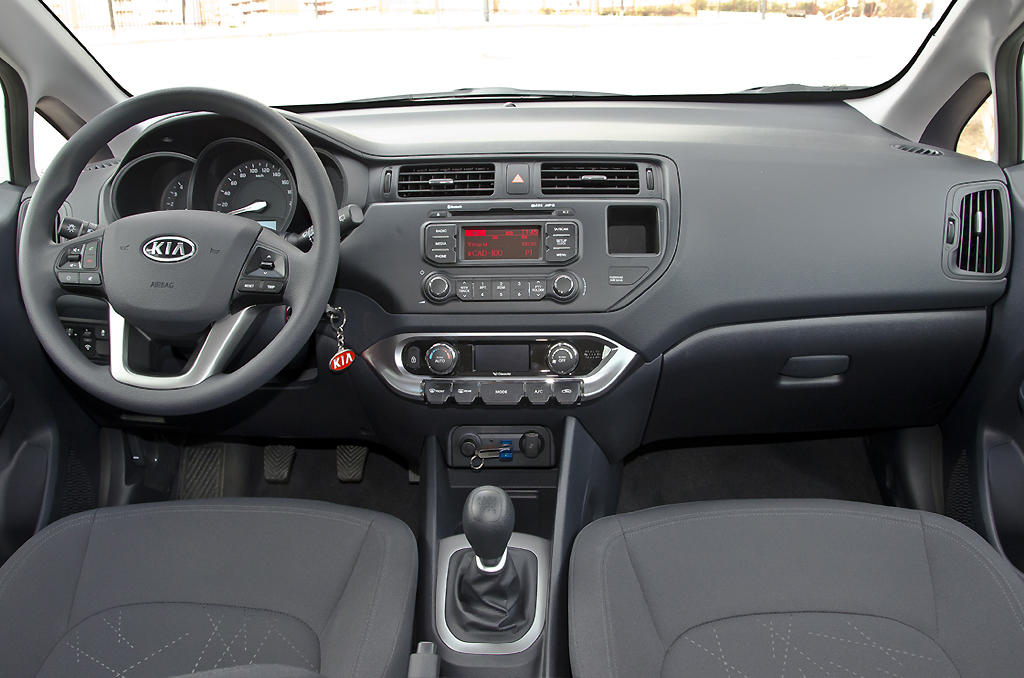

## نسل چهارم
این مدل، آخرین نسل از کیا ریو بوده که از اواسط سال ۲۰۱۷ میلادی در اختیار مشتریان قرار گرفت.

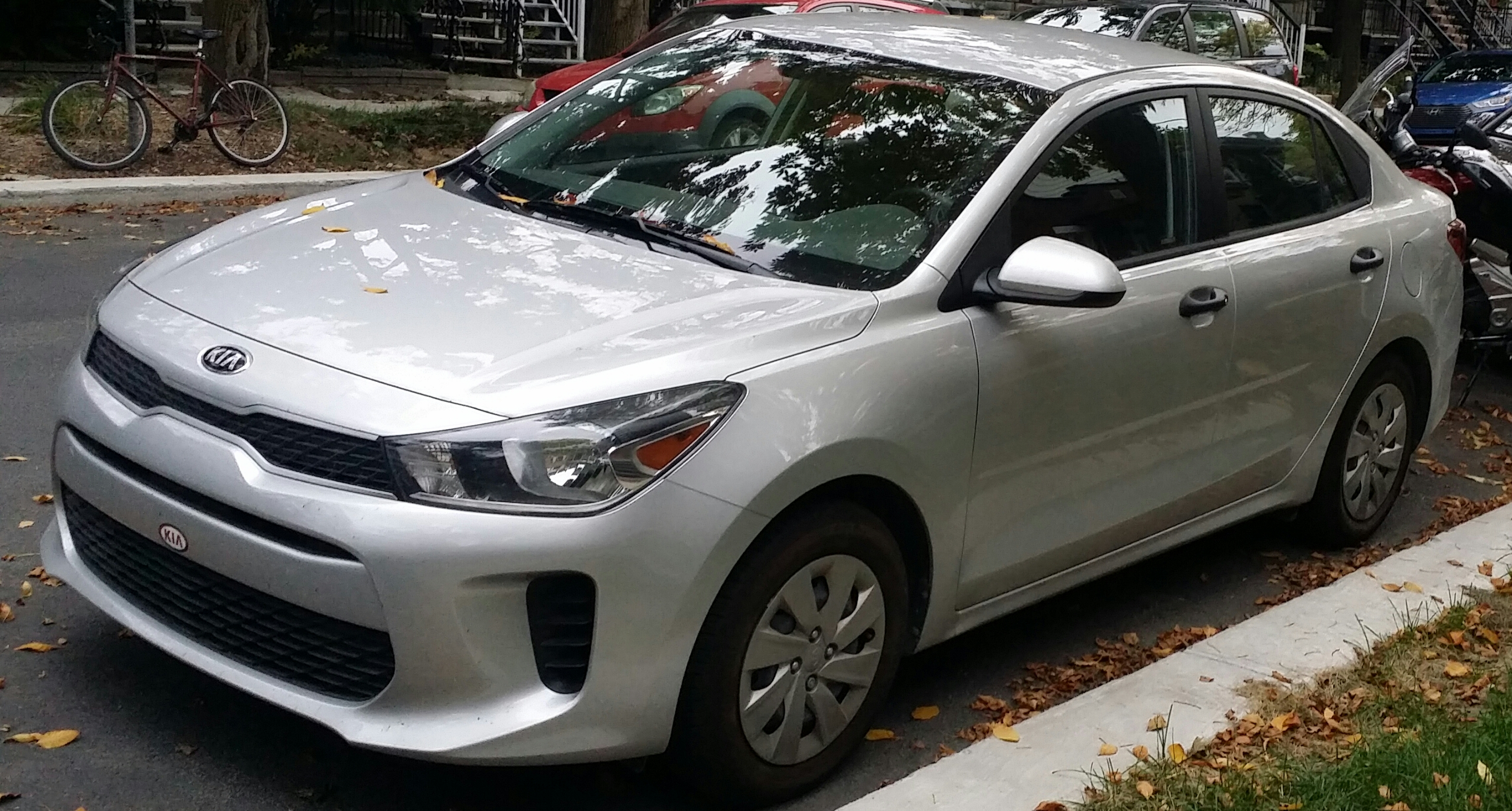
kia rio 2020